# Bathycolpodes melanceuthes
Bathycolpodes melanceuthes är en fjärilsart som beskrevs av Louis Beethoven Prout 1922. Bathycolpodes melanceuthes ingår i släktet Bathycolpodes och familjen mätare. Inga underarter finns listade i Catalogue of Life.